# Миллер, Лев Иванович
Лев (Лео-Оттомар) Иванович фон Миллер (январь 1815 — 13 (25) декабря 1866, Тифлис) — инженер-генерал-майор Российской императорской армии, начальник инженеров Кавказской армии.

## Биография
Из прибалтийских немцев, дворян Эстляндской губернии. Лютеранин. Окончил Главное инженерное училище с отличием. С 1843 по 1857 год служил на Кавказе, затем — в С.-Петербурге, с 1865 — вновь на Кавказе. Участник пяти кампаний Кавказской войны и двух кампаний Восточной войны (1853—1856) в Азиатской Турции. Был ранен. За отличия, оказанные в сражениях тех кампаний, награждён орденами и произведён в полевые инженер-подполковники и инженер-полковники.
Вступил в военную службу кондуктором кондукторской роты Главного инженерного училища 1 (13) декабря 1830; по экзамену произведён в полевые инженер-прапорщики 13 (25) января 1835 с оставлением при Главном инженерном училище для продолжения курса наук; по экзамену 1 (13) января 1836 произведён в подпоручики в том же училище. По окончании полного курса наук училища 29 декабря 1836 (10 января 1837) тем чином выпущен на действительную службу в Инженерный корпус.
2 (14) января 1837 зачислен в штат С.-Петербургской инженерной команды. По воле начальства переведён в Бобруйскую инженерную команду для практического обучения 13 (25) января 1837, куда отправился в отпуск с увольнением на 28 дней; отчислен от С.-Петербургской инженерной команды 5 (17) февраля 1837; прибыл к Бобруйской команде 20 марта (1 апреля) 1837.
7 (19) марта 1837 произведён в инженер-поручики за окончание полного курса наук Главного инженерного училища с отличием, с занесением его имени на мраморную доску почёта училища.
По окончании практического образования переведён к Киевской инженерной команде 23 марта (4 апреля) 1838; прибыл к оной 29 марта (10 апреля) 1838; 11 (23) мая 1838 ему предписано, и с 8 по 28 августа 1838 он находился в командировке в Остроге для выбора места под расположение парковых строений.
10 (22) июля 1838 назначен на должность адъютанта командира Киевского инженерного округа ген.-майора Отто [Карл-Отто-Фридрих] Oттовича фон Фреймана 1-го, с оставлением по штатам в той же команде. Однако, только 16 (28) июня 1840 вступил в должность с одновременным производством в чин полевого инженер-штабс-капитана и оставлением в той же команде; 10 (22) февраля 1843 отчислен от должности адъютанта; отправлен к Киевской инженерной команде в марте 1843.
3 (15) апреля 1843 переведён на Кавказ в Грузинский инженерный округ; прибыл и зачислен в штат Тифлисской инженерной команды 17 (29) апреля 1843; назначен инспектором работ по крепостям Грузинского инженерного округа 12 (24) января 1844 с оставлением при той же команде; произведён полевым инженер-капитаном 10 (22) июля 1846 с оставлением в должности и при той же команде. 10 (22) августа 1848 произведён за отличие в делах против горцев, в полевые инженер-подполковники со старшинством с 6 (18) июня 1848, с оставлением в должности и при той же команде.
4 (16) января 1850 назначен к переводу к С.-Петербургской инженерной команде для «употребления к занятиям» при Чертежной Инженерного департамента Военного министерства; исключен из штата Тифлисской инженерной команды с отчислением от должности инспектора работ 15 (27) апреля 1850; отправился по назначению 4 (16) мая 1850; прибыл к С.-Петербургской инженерной команде 23 июня (5 июля) 1850.
26 сентября (8 октября) 1850 назначен инженерным штаб-офицером штаба командующего войсками в Прикаспийском крае для заведывания инженерными работами и укреплениями; отчислен от С.-Петербургской инженерной команды 26 октября (7 ноября) 1850; отправился по назначению 1 (13) ноября 1850.
Прибыл в Тифлис и зачислен в штат Управления начальника инженеров Отдельного Кавказского корпуса 8 (20) декабря 1850; из Тифлиса 24 декабря 1850 (5 января 1851) отправился по назначению в штаб командующего войсками в Прикаспийском крае; прибыл в штаб 10 (22) января 1851. 2 (14) февраля 1855 произведён, за отличие в сражении с турками, в инженер-полковники со старшинством с 24 июля (5 августа) 1854 и c оставлением при том же штате и в должности.
19 апреля (1 мая) 1856 назначен вторым членом по Искусственной части Грузинского окружного инженерного управления, с переводом из штата Управления начальника инженеров Отдельного Кавказского корпуса в штат Тифлисской инженерной команды, к которой прибыл и зачислен 19 (31) марта 1856. 31 мая (12 июня) 1856 назначен исправляющим должность помощника командира Грузинского инженерного округа; утверждён в той должности 9 (21) ноября 1856.
14 (26) июня 1857 назначен исправляющим должность вице-директора Инженерного департамента Военного министерства по хозяйственной части с зачислением по Инженерному корпусу; отчислен из штата Тифлисской инженерной команды 18 (30) августа 1857. 17 (29) апреля 1860 произведён за отличие по службе в чин инженер-генерал-майора с утверждением в должности. 26 января (7 февраля) 1863 назначен вице-директором Главного инженерного управления, по казарменной и хозяйственной частям.
25 августа (6 сентября) 1865 назначен начальником Инженерного управления Кавказского военного округа. Умер на службе после тяжелой болезни. Похоронен 16 (28) декабря 1866 в Тифлисе.
Родового или благоприобретенного имения не имел. Был холост.

### Походы
- Кампания 1845 — с 3 (15) июля 1845 по 17 (29) июля 1845. Участник рекогносцировок, стычек и боев между русской армией и горцами во время неудачного Даргинского похода; полевой инженер в Дагестанском отряде, под начальством главнокомандующего Отдельным Кавказским корпусом, ген.-адъютанта, гр. М. С. Воронцова, в сводных отрядах ген.-майора Д. В. Пассека и полковника К. А. Бельгарда.
- Кампания 1848 — с 6 (18) июня 1848 по 1 (13) октября 1848. Был при осаде и штурме аула Гергебиль, при занятии садов, принадлежащих этому аулу и при постройке завалов (16.06-6.07.1848); в сражении 23 июня (5 июля) 1848[5] «контужен ружейной пулей в голову, в левую височную кость, вследствие которого произошла опухоль контуженного места, сопровождаемая потрясением мозга»; с 22 июля (3 августа) 1848 по 1 (13) октября 1848 — производитель работ по возведению Аймакинского укрепления. За отличия, оказанные в кампании 1848 года, произведен в инженер-подполковники.
- Кампания 1851 — c 5 (17) июня 1851 по 9 (21) августа 1851. Участник сражений: на перевале Турчидаг (21-22.06.1851); овладения завалами горцев у с. Куярых (17.07.1851); бой у д. Вечерик и на дороге в д. Курах (21.07.1851); бой и овладение завалами горцев у с. Хошни (22.07.1851); разгром остатков отрядов наиба Хаджи-Мурата у подножия г. Джуфудаг (24.07.1851). За отличия, оказанные в кампании 1851 года, пожалован орденом Святой Анны 2 степени, с императорской короной.
- Кампания 1852 — с 26 июля (7 августа) 1852 по 15 (27) сентября 1852. Участвовал в экспедициях и перестрелках в Дагестане, в окрестностях Кутишинских высот, горы Турчидаг, аулов Кудали, Салты, Губдени и Дюз-Майдан. За отличия, оказанные в кампании 1852 года, пожалован Высочайшим благоволением.
- Кампания 1853 — с 27 августа (8 сентября) 1853 по 22 сентября (4 октября) 1853. Участвовал в экспедиции по усилению обороны Лезгинской кардонной линии и снятие осады горцами Месельдегерского укрепления.
- Кавказская кампания 1854 года Крымской (Восточной) войны (1853—1856) — c 10 (22) марта 1854 по 30 ноября (12 декабря) 1854, в составе главного Александропольского отряда, под командованием ген.-лейтенанта, кн. В. О. Бебутова. Участник генерального сражения той кампании при с. Кюрюк-Дара (24.07.1854), после которого турецкая армия на Кавказе перестала существовать как активная военная сила. За отличия, оказанные в том сражении, произведён в чин инженер-полковника.
- Кавказская кампания 1855 года Крымской (Восточной) войны (1853—1856) — c 24 мая (5 июня) 1855 по 10 (22) декабря 1855, в составе главного Александропольского отряда, под командованием ген.-адъютанта Н. Н. Муравьева. Участник блокады и взятия крепости Карс: в окрестных боях у крепости 2 и 4 июня; с 17 по 24 июня — в Саганлукском походе[6], во время которого 19.6.1855 участвовал в бою у Карса с турецкими частями, вышедшими из крепости по направлению к Ахалкалаки; с 19 по 30 июля — в Сангалукском походе, во время которого 21.07.1855 участвовал в деле у с. Керпи-Кев; при штурме Карса (17.09.1855); с 17 сентября по 16 ноября — при осаде и капитуляции Карса, после чего турецкая Анатолийская армия, состоявшая при начале кампании 1855 года из 30 тыс. чел., была окончательно уничтожена. За отличие, оказанное в кампании 1855 года, пожалован орденом Св. Владимира 3 степени.

### Награды
- Высочайшее единовременное пособие 145 р. серебром — за отлично-усердную и ревностную службу (1840);
- Высочайшее благоволение (25.02.1841) — за отлично-усердную и ревностную службу;
- Высочайшее благоволение (11.04.1843) — за отлично-усердную и ревностную службу;
- Святая Анна 3 степени (12.08.1845) — за отлично-усердную и ревностную службу;
- Святая Анна 2 степени (06.04.1850) — за отлично-усердную и ревностную службу;
- Святая Анна 2 степени, с императорской короной и мечами (23.02.1852) — в награду за отличное мужество и храбрость, оказанные в делах с горцами, бывших летом минувшего 1851 года в Дагестане;
- Высочайшее благоволение (16.06.1853) — за отличие в делах против горцев;
- Святой Владимир 4 степени (11.06.1854) — за отлично-усердную и ревностную службу;
- Святой Владимир 3 степени (02.05.1857)[7] — за отлично-усердную и полезную службу, в кампании 1855 года в Азиатской Турции;
- Святой Станислав 1 степени, с мечами над орденом (17.04.1862) — за отлично-усердную и полезную службу;
- Святая Анна 1 степени, с мечами над орденом (17.04.1863) — за отлично-усердную и полезную службу;
- Святой Владимир 2 степени (04.04.1865) — за отлично-усердную и полезную службу;
- «Беспорочная служба XV» (22.08.1852);
- «Беспорочная служба XX» (22.08.1860);
- Светло-бронзовая медаль «В память войны 1853—1856», на Георгиевской ленте (1856).

### Реформы
Как вице-директор Инженерного д-та (Главного инженерного управления) Военного м-ва, Л.-О. фон Миллер участвовал в разработке вопросов военно-окружной территориальной реформы 1860-х, в особенности касающихся инженерной части.
В частности, не считая нужным учреждать окружные управления, он предлагал расширить только права низших инстанций, по каждой отдельной отрасли администрации, с тем, что части строевая, интендантская, артиллерийская и проч., оставаясь в непосредственном заведывании Военного м-ва, не были подчинены в военных округах ни какому местному начальству; не считал нужным иметь главных окружных начальников, заменив их инспекторами от министерства; считал полезным усилить посторонний, независимый от главного начальника, элемент в военно-окружном совете; находил полезным аттестацию всех членов военно-окружных советов возложить на тех инспекторов, которые будут посылаться от министерства, для осмотра войск в округах; полагал возможным не ограничивать прав военно-окружного совета, при утверждении заготовлений, перевозок и построек в тех случаях, когда определённые министерством цены, на торгах, достигнуты не были, никакой суммой, предоставив совету, в этом случае, действовавшие права главнокомандующего; признавал пользу учреждения дивизионных интендантов вообще, делая только замечания относительно отношений их к начальникам дивизий и способа комплектования; полагал, что дивизионные интенданты должны быть независимы от начальников дивизий; высказывался в пользу подчинения сапер окружным инженерным начальникам и упразднения бригадных командиров вообще; считал достаточным предоставить проектируемым инженерным управлениям в военных округах ту степень власти по хозяйственной части, какую предполагалось дать нынешним окружным инженерным управлениям по проекту, рассматриваемому в Кодификационной комиссии; полагал, что окружные инженерные управления должны быть подчинены непосредственно Главному инженерному управлению министерства и поставлены вне зависимости от местных главных начальников, — и др.
В течение непродолжительного времени 1865 года, получив назначение на должность начальника созданного Инженерного управления, новообразованного Кавказского военного округа, Л.-О. И. фон Миллер воплощал на практике те законоположения военной реформы, в разработке которых участвовал.

### Инновации
Л.-О. И. фон Миллер, по роду службы, занимался строительством, обустройством и инспекцией военных укреплений, городков, казарм, арсеналов, подведомственных департаменту казённых заводов и фабрик, и др. инженерных и парковых строений. Переехав на службу в С.-Петербург, с 25 марта (6 апреля) 1860 он выступил чл.-учредителем акционерного «Общества для разработки торфяников в России». Общество возникло на волне популярной в то время в российском обществе идеи использования торфа как нового вида топлива для военных и гражданских нужд, призванного заменить использование дров для отопления зданий и сооружений, а также в качестве топлива для паровых двигателей. В тот период из частных концессий 1840-х зарождалась российская торфяная промышленность. Закладывались основы акционерного права в России.
Общество было учреждено действующими и отставными военными чинами. Среди компаньонов генерала: ген.-майор Н. И. Миллер, в то время служивший в должности директора Императорского Александровского лицея, а впоследствии генерал от инфантерии, почётный опекун; отставной ген.-майор Г. К. фон Раден, бывший начальник штаба Оренбургского казачьего войска; единственный гражданский чл.-учредитель — И. А. Арсеньев, юрист по образованию, чиновник особых поручений Почтового ведомства и начинающий политический журналист, в то время сотрудник столичных экономических изданий, писавший на разные экономические темы, член экспертных комиссий мануфактурных выставок, проходивших в С.-Петербурге, а впоследствии видный российский журналист и издатель, чиновник М-ва финансов; компаньон и товарищ Арсеньева, поэт и публицист, поручик артиллерии М. П. Розенгейм, в то время помощник контролера Артиллерийского д-та Военного м-ва, а впоследствии ген.-майор, военный юрист и педагог, военный судья С.-Петербургского военно-окружного суда и ординарный профессор Военно-юридической Академии; отставной майор, князь Григорий Борисович Волконский (1831—1887), белгородский помещик, владелец родовых имений в деревнях Сабынино и Ржавец, впоследствии и. д. председателя Палаты уголовного и гражданского суда Минской губ. Ещё несколько действительных военных чинов, которых мало кто знал и в то время.
Предполагалось открыть в столице крупное промышленное общество с уставным капиталом в 1 миллион руб. и открыть её конторы по всей России. Участие в О-ве нескольких высокопоставленных действующих и отставных военных чиновников, в том числе вице-директора Инженерного д-та Военного м-ва по хозяйственной части и начальника Александровского лицея, свидетельствует, что, по-видимому, идея обсуждалась применительно к использованию для нужд военного ведомства, одного из крупнейших потребителей государственных ресурсов. Подобное общество могло бы стать поставщиком более дешёвого топлива для военных нужд, экономя государству значительные средства, и к тому же поставляя различные необходимые для военной промышленности попутные химические материалы. Капитал и деятельность общество должно было осуществлять за счет привлечения частных инвестиций и обходиться без государственных субсидий. Однако, персональный состав учредителей показывает, что их предпринимательский проект по праву можно назвать «маниловской» затеей, не имевшей ни малейшего шанса на реализацию. Среди учредителей не было представителей финансово-промышленных кругов, купечества, научно-технической сферы. Задумка и не реализуется, в силу отсутствия спроса подписки на акции, ввиду их чрезвычайно высокой объявленной стоимости. Поэтому общество деятельность не осуществляло и через год было ликвидировано.